# Hegarsari (Pataruman)
Hegarsari is een bestuurslaag in het regentschap Banjar van de provincie West-Java, Indonesië. Hegarsari telt 14.547 inwoners (volkstelling 2010).